# Helvíkovice (lovecký zámeček)
Lovecký zámeček Helvíkovice stojí ve vsi Helvíkovice v blízkosti silnice I/11 na konci obce, ve směru na Hradec Králové.

## Historie
Majitel panství Žamberk John Parish von Senftenberg postavil v bažantnici u obce Helvíkovice empírový lovecký zámeček, který později sloužil jako myslivna.
V současné době je v soukromých rukou a veřejnosti není přístupný.